# Min jødiske bedstefar - Portræt af en rejse
|  | Denne artikel er oprettet af botten PalnaBot ud fra en ekstern database. Den kan derfor have sproglige fejl eller mangler. Denne skabelon kan fjernes efter kontrol af indholdet. |

Min jødiske bedstefar - Portræt af en rejse er en film instrueret af Casper Høyberg.

## Handling
I et forsøg på at opspore sin fars families fortid rejser filminstruktøren Casper Høyberg i 1993 til Litauen og Israel. Han møder sin bedstemor i Tel Aviv og faderen i det nordlige Israel. Her voksede han op, indtil han som 5-årig kom til Danmark. Selv har han ingen erindring om sin fortid i Israel (eller om sit tidlige sprog), ved kun det, han har fået fortalt. Casper Høyberg får efterhånden bedstemoderen til at nærme sig den smertefulde fortid. Stumper af bedstefaderens liv og død, som lå skjult i familiehistorien, hentes frem i lyset. Det bringer familiemedlemmerne tættere på hinanden og også Casper Høyberg videre i processen med at søge sin jødiske identitet.